# Incontri con l'anima
Incontri con l'anima è il nono album del compositore milanese Roberto Cacciapaglia, pubblicato nel 2005 dalla Delta Dischi.
In questo album sono presenti diversi brani utilizzati come colonne sonore per noti spot televisivi: Levissima (How Long), Illy Caffè (Atlantico) e Barilla (Sarabanda).
Il basso è suonato da Antonella Mazza.

## Tracce
1. Vita nuova
2. Atlantico
3. Un'ora
4. Sarabanda
5. Dolce mente
6. Lucid Dream
7. Michael Angelus Pacis
8. Il salto dell'angelo
9. How Long
10. Figlia del cielo
11. Mente radiosa
12. La scomparsa di Giove